# Мамчур Степан Олексійович

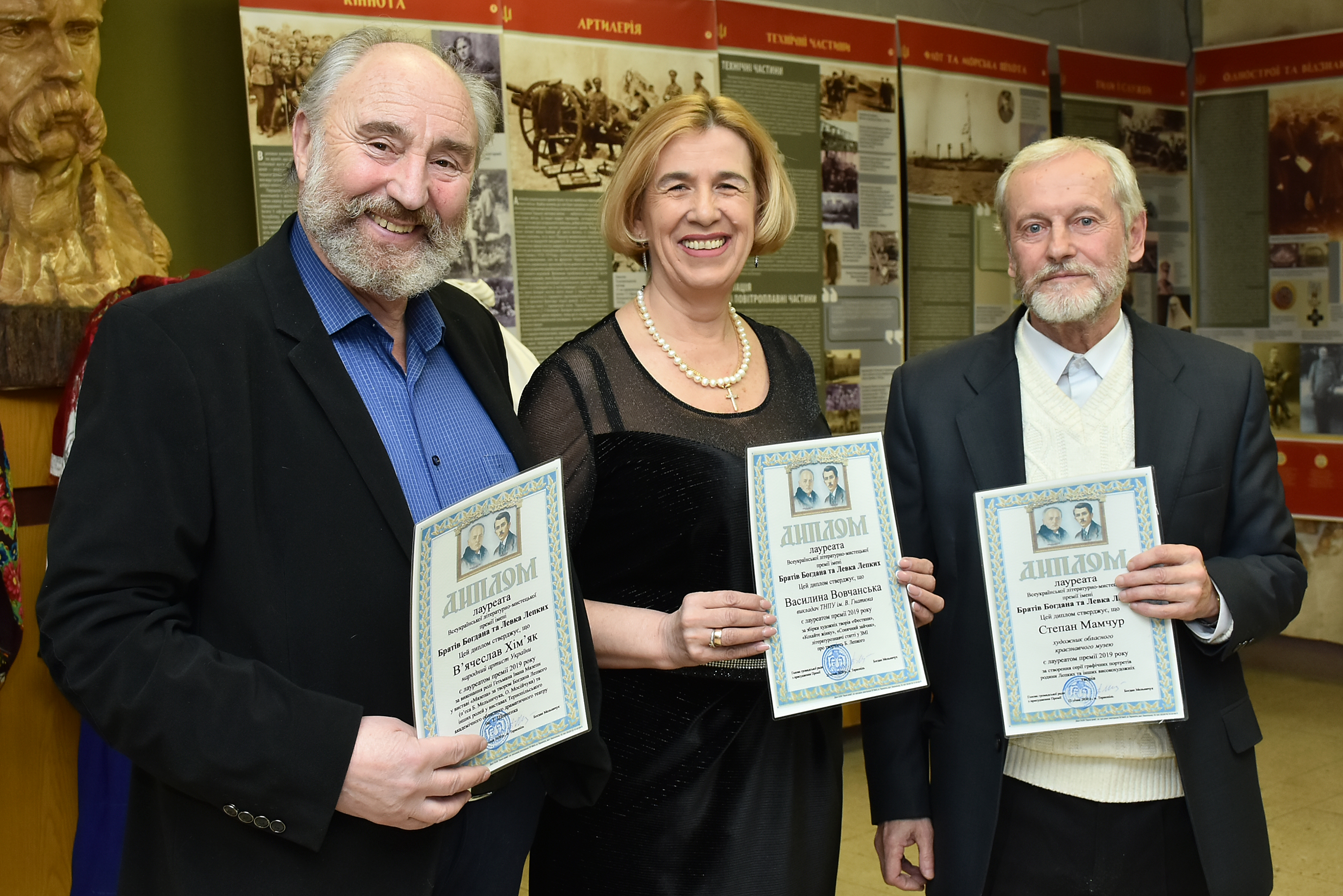
В'ячеслав Хім'як, Василина Вовчанська, Степан Мамчур після вручення Всеукраїнської літературно-мистецької премії імені Братів Богдана та Левка Лепких за 2019 р.

Степан Олексійович Мамчур (нар. 8 січня 1949, с. Немирівка, Рівненська область) — український живописець. Член Національної спілки художників України (1992). 

## Життєпис
Степан Мамчур народився 8 січня 1949 року в селі Немирівці, нині Радивилівської громади Дубенського району Рівненської области України.
Закінчив Львівське училище прикладного мистецтва (1969), Львівський інститут прикладного та декоративного мистецтва (1977).
Від 1977 — у Тернополі. Працював монументалістом художньо-виробничих майстерень; від 2002 — художник I категорії з експозиції Тернопільського обласного краєзнавчого музею.

## Творчість
Працює в галузі станкового і монументального живопису. Учасник обласних та всеукраїнських виставок; персональні — у Тернополі (1999, 2019).
Твори:
- «Надзбручанки» (1982), «Вечірня пісня» (1988), «Міський пейзаж» (1989), «Спів ангела» (2002; усі — олія);
- монументальні роботи — декоративний рельєф «Медицина» (1985), розпис «Світ кіно» (1987).

Співавтор експозицій: Тернопільського, Бережанського та Зборівського краєзнавчих музеїв; «Молотківська трагедія» та інших. Роботи зберігаються в ТОКМ і ТОХМ, приватних колекціях у Болгарії, Канаді, Україні.

## Нагороди
- Всеукраїнська літературно-мистецька премія імені Братів Богдана та Левка Лепких (2019) — за створення серії графічних портретів родини Лепких та інших високохудожніх творів[2].